# Ангелова къща
Ангеловата къща е възрожденска къща в село Долен, България, представител на типа родопска къща, обявена за паметник на културата.
Къщата е разположена в културно-историческия резерват „Долен“ и е край църквата „Свети Николай“. Изградена е между 1840 и 1850 година.
Обемните решения в Ангеловата къща са типични за ковачевишката къща. Представлява двуетажна сграда, чието основно ядро е от камък със сантрачи, а второстепенните жилищни и помощни помещения са с лека дървена конструкция.
На приземния етаж е подникът – помещението за животни, а пред него има вътрешен двор. На лицевата страна на подника е стълбата за жилищния етаж. На източната фасада на жилищния етаж има обширен потон, като в северния му край има екерен хамбар. На етажа има жилищни две стаи (къщи) с каменни огнища, а между тях пещник с голяма пещ. Североизточната стая има и склет – складово помещение. Мивникът и клозетът са еркерно изнесени на северната фасада, достъпни от пещника. В югоизточната част на потона по-късно е преградена паянтово стая.
В жилищните помещения има вградени мусандри – долапи, а от две страни на огнищата още по два малкии големи долапа. Над огнищата има яшмаци – дървени кошове за отвеждане на дима. Вратите на долапите и колоните са резбовани с плитка геометрична резба, а таваните са дъсчени с профилирани летви. Челните ребра на стрехите също са декоративни. Входните врати на двата етажа са масивни дървени, решетките на долните прозорци са с железни пръчки, а на горните с дървени ябълчни решетки.